# 吉納福拉 (加利福尼亞州)
吉納福拉（英語：Genevra）是位於美國加利福尼亞州科盧薩縣的一個非建制地區。該地的面積和人口皆未知。

## 地理
吉納福拉的座標為39°04′12″N 122°05′30″W / 39.07000°N 122.09167°W，而該地的平均海拔高度為30米（即98英尺）。